# گوتام راداخریشنا دسیراجو
گوتام راداخریشنا دسیراجو (انگلیسی: Gautam Radhakrishna Desiraju؛ زادهٔ ۲۱ اوت ۱۹۵۲) دانشمند در زمینه شیمی و بلورشناسی پرتو ایکس اهل هند و از دانش‌آموختگان دانشگاه ایلینوی در اوربانا شامپاین است.